# 11 (album Devilyn)
11 – czwarty album studyjny polskiej grupy muzycznej Devilyn. Wydawnictwo ukazało się 7 marca 2005 roku nakładem wytwórni muzycznej Conquer Records. Nagrania zostały zarejestrowane w 2004 roku w białostockim Hertz Studio. W ramach promocji do utworu „The List” został zrealizowany teledysk w reżyserii Marcina Urbaniaka. Premiera obrazu odbyła się na antenie stacji telewizyjnej VIVA w programie Hell’s Kitchen.

## Lista utworów
Opracowano na podstawie materiału źródłowego.
| Nr | Tytuł utworu                        | Autorzy              | Długość |
| -- | ----------------------------------- | -------------------- | ------- |
| 1. | „The Counting of Quartered Heavens” | Erian, Ataman Tolovy | 0:42    |
| 2. | „The Enemy Within”                  | Bony, Ataman Tolovy  | 2:52    |
| 3. | „Faith”                             | Erian, Ataman Tolovy | 3:27    |
| 4. | „The List”                          | Bony, Ataman Tolovy  | 2:25    |
| 5. | „Degrade Flower”                    | Erian, Ataman Tolovy | 2:54    |
| 6. | „God Eater”                         | Bony, Ataman Tolovy  | 3:02    |
| 7. | „Charming Maidens With No Skin”     | Erian, Ataman Tolovy | 4:00    |
| 8. | „The Seven Virtues of Divine”       | Bony, Ataman Tolovy  | 2:48    |
| 9. | „Searching For The Beauty”          | Erian, Ataman Tolovy | 3:13    |
|    |                                     |                      | 25:23   |

## Twórcy
Opracowano na podstawie materiału źródłowego.
- Michał Laska – wokal prowadzący
- Łukasz „Bony” Luboń – gitara rytmiczna, gitara prowadząca, produkcja muzyczna
- Erian – gitara rytmiczna, gitara prowadząca, produkcja muzyczna
- Cyprian Konador – gitara basowa
- Dominik „Domin” Michałowicz – perkusja
- Wojciech Wiesławski – inżynieria dźwięku, produkcja muzyczna
- Sławomir Wiesławski – inżynieria dźwięku, produkcja muzyczna
- Ataman Tolovy – słowa, okładka, oprawa graficzna